# Stråkeved-Nässja
Stråkeved-Nässja este o arie protejată (arie specială de conservare — SAC, sit de importanță comunitară — SCI) din Suedia întinsă pe o suprafață de 30,3 ha, integral pe uscat.

## Localizare
Centrul sitului Stråkeved-Nässja este situat la coordonatele 57°21′08″N 14°00′04″E / 57.3523°N 14.0011°E.

## Înființare
Situl Stråkeved-Nässja a fost declarat sit de importanță comunitară în ianuarie 2002 pentru a proteja un număr necunoscut de specii din flora spontană și fauna sălbatică aflate în arealul zonei. Situl a fost protejat și ca arie specială de conservare în martie 2011.

## Biodiversitate
Situată în ecoregiunea boreală, aria protejată conține 2 habitate naturale: Mlaștini turboase de tranziție și turbării mișcătoare, Turbării active.
La baza desemnării sitului se află un număr nedeclarat de specii protejate.